# Ntrubo (Ethnie)
Die Ntrubo sind ein Volk in Ghana und Togo, das auch Delo, Ntribu, Dilose oder Ntribou genannt wird.
Das Siedlungsgebiet liegt auf der Grenze zwischen Ghana und Togo zentral im Landesinneren. Der Stammeshäuptling hat seinen Sitz in Brewaniase etwa 20 Meilen südlich von Nkwanta. Die Sprache der Ntrubo heißt Delo.
In Ghana leben ca. 10.900 bis 12.000 Ntrubo, in Togo etwa 5.400 bis 6.000.